# Christian Heermann
Christian Heermann (* 11. September 1936 in Chemnitz; † 27. November 2017 in Leipzig) war ein deutscher Karl-May-Biograph, Schriftsteller und Publizist.

## Leben
Christian Heermann studierte Physik und Mathematik in Leipzig. Nach dem Studium arbeitete er einige Jahre als Lehrer für diese Fächer an einer Oberschule in Frankenberg und war von 1963 bis 1992 als Mathematiker an der Karl-Marx-Universität Leipzig tätig, nachdem er 1963 mit einer Arbeit über die Geschichte der physikalischen Schülerübungen in Deutschland zum Dr. päd. promoviert worden war. Obwohl Naturwissenschaftler, wandte sich der Karl-May-Enthusiast früh der Literatur zu. Er veröffentlichte zahlreiche Bücher und war von 1993 bis 2013 Vorsitzender des Wissenschaftlichen Beirates Karl-May-Haus in Hohenstein-Ernstthal. Bis März 2015 war er Vorsitzender des Freundeskreises Karl May Leipzig e. V. und bis zu seinem Tod noch Vorstandsmitglied des Fördervereins Freie Literaturgesellschaft in Leipzig.
Als Autor beziehungsweise Co-Autor hat er elf Bücher über Karl May verfasst. Mit Winnetous Blutsbruder veröffentlichte er 2002 im Karl-May-Verlag eine aktualisierte und wesentlich umfangreichere Neuauflage seiner May-Biographie Der Mann, der Old Shatterhand war. 2012 erschien eine nochmals überarbeitete zweite Auflage. Außerdem verfasste Heermann über 2500 Zeitungsbeiträge, davon 350 über das Leben und Werk von Karl May.
In seinem mehrfach aufgelegten und in sieben Sprachen übersetzten Sachbuch Der Würger von Notting Hill widmete sich Heermann den „großen Londoner Kriminalfällen“ um Jack the Ripper, Adolph Beck, Thomas Neill Cream, George Chapman, Hawley Crippen, Timothy Evans/John Christie, John George Haigh, Derek Bentley und James Hanratty. 1974 folgte Kein Anruf aus Sing Sing, in dem Heermann über die großen Fälle des FBI berichtet.

## Werke (Auswahl)

### Autor
- Der Würger von Notting Hill. Große Londoner Kriminalfälle. Verlag Das Neue Berlin, Berlin 1970 (9. Auflage 1999) – in sieben Sprachen übersetzt
- Das Einmaleins genügt nicht mehr. Mathematik im Alltag. (= Regenbogenreihe) Kinderbuchverlag, Berlin 1973
- Von der Zahl zum Gesetz. Mathematik in unserem Leben. (= Regenbogenreihe) Kinderbuchverlag, Berlin 1974
- Kein Anruf aus Sing Sing. Große Fälle des FBI. Verlag Das Neue Berlin, Berlin 1974 – in sechs Sprachen übersetzt
- Geheimwaffe Fliegende Untertassen. Gauner – Gaukler – Gangster. Ein Kriminalreport über Geschäfte und Verbrechen mit der Dummheit. Verlag Das Neue Berlin, Berlin 1981
- Der Mann, der Old Shatterhand war. Verlag der Nation, Berlin 1988
- Karl May, der Alte Dessauer und eine ‚alte Dessauerin‘. Anhaltische Verlagsgesellschaft, Dessau 1990, ISBN 3-910192-02-5.
- Reisen zu Karl May: Erinnerungsstätten in Berlin, Sachsen-Anhalt, Sachsen und Thüringen. Westsachsen-Verlag, Zwickau 1992, ISBN 3-350-00438-5. (zusammen mit Wolfgang Hallmann)
- Old Shatterhand ritt nicht im Auftrag der Arbeiterklasse. Anhaltische Verlagsgesellschaft, Dessau 1995, ISBN 3-910192-32-7.
- Winnetous Blutsbruder. Karl-May-Verlag, Bamberg/Radebeul 2002, ISBN 3-7802-0161-5.
- Winnetou in Dresden. Karl-May-Verlag, Bamberg/Radebeul 2012, ISBN 3-7802-3084-4.
- Eisbomber aus Bitterfeld: Hans Dominik und Hugo Junkers. Anhalt Edition Dessau, Dessau 2014, ISBN 3-936383-23-5.

### Herausgeber
- Das Begleitbuch zu den Ausstellungen. Karl-May-Haus, Hohenstein-Ernstthal 1995
- Karl May auf sächsischen Pfaden. Karl-May-Verlag, Bamberg/Radebeul 1999, ISBN 3-7802-0155-0.
- Old Shatterhand lässt grüßen. Verlag Neues Leben, Berlin 1992, ISBN 3-355-01344-7.
- Karl-May-Haus Information (Periodikum des Karl-May-Hauses Hohenstein-Ernstthal; bis 2009)
- drei Karl-May-Bände aus dem Treptower Verlagshaus (Abenteuer in Sachsen, Abenteuer im Erzgebirge, Der Waldkönig)